# Ma'anshan
Ma'anshan (Kinesisk skrift: 马鞍山; pinyin: Mǎ'ānshān) er en by på præfekturniveau i provinsen Anhui i den centrale del af Folkerepublikken Kina. Den har et areal på 1,686 km2, og befolkningen inden for bygrænsen ansloges i 2004 til 1.243.900 indbyggere.

## Administrative enheder
Ma'anshan består af tre bydistrikter og et amt:
- Bydistriktet Yushan (雨山区), 130 km², 230.000 indbyggere;
- Bydistriktet Huashan (花山区), 123 km², 240.000 indbyggere, regeringssæde;
- Bydistriktet Jinjiazhuang (金家庄区), 48 km², 110.000 indbyggere;
- Amtet Dangtu (当涂县), 1.385 km², 670.000 indbyggere.

## Erhverv
Hovederhverv i Ma'anshan er stålindustrien med koncernen "Magang" eller "Mastål" med over 100.000 ansatte. Hoveddelen af befolkningen i Ma'anshan er beskæftiget i stålindustrien. Byen ligger også strategisk placeret ved floden Chang Jiang og der er en del handel og skibsindustri. For nylig har værftene bygget 3 nye fregatter til den kinesiske marine.
Turisme er ikke specielt udbredt, men nabobyen Nanjing tiltrækker mange, både kinesiske og udenlandske. Ma'anshan er omgivet af smuk natur med meget bambusvegetation. Befolkningen er ikke vant til udlændinge.

## Trafik
Kinas rigsvej 205 passerer gennem området. Den begynder i Shanhaiguan i Hebei og ender i syd ved Shenzhen i provinsen Guangdong. Undervejs passerer den blandt andet Tangshan, Tianjin, Zibo, Huai'an, Nanjing, Wuhu, Sanming, Heyuan og Huizhou.
31°42′N 118°21′Ø / 31.700°N 118.350°Ø